# Simulium asperum
Simulium asperum är en tvåvingeart som beskrevs av Takaoka 2003. Simulium asperum ingår i släktet Simulium och familjen knott. Inga underarter finns listade i Catalogue of Life.